# Средноафгански планини
Средноафганските планини или Хазараджат е планинска система в Централен Афганистан, разположена в източната част на обширната Иранска планинска земя, основно в басейните на реките Херируд, Фарахруд и Хелманд. На север долината на река Херируд и прохода Нил я отделя от планинската система на Паропамиз, на североизток прохода Шибар от планинската система на Хиндукуш, на югозапад склоновете ѝ постепенно потъват в пустините Дащи Марго и Регистан, а на югоизток – постепенно преминават в по-ниските Сюлейманови планини. Дължина около 600 km и ширина до 300 km. Състои се от един планински възел – хребета Баба (връх Шахфулади 5143 m), от който ветрилообразно в западна и югозападна посока се простират постепенно понижаващи се хребети: Касамург (3986 m), Банди Баян (3715 m), Сиахкох (3314 m), Чихилабдалан (3580 m), Занг (3920 m), Кохи Малманд (4182 m), Кохи Хурд (3830 m), Кансан (3994 m), Мазар (Кафарджаргар, 4201 m), Шах Максуд (2613 m) и др. Всички те представляват система от опустинени, средновисоки хребети. Изградени са основно от варовици и шисти. От тях водят началото си големите афгански реки Херируд (на запад), Фарахруд, Шашруд, Хелманд и Аргандаб (на югозапад) и Кабул (на изток, десен приток на Инд). На височина до 2400 m господства пелиново-ефемеровата полупустиня, на места с малки горички от шамфъстък. Нагоре следват участъци с фригана и малки арчеви (хвойнови) горички, а заравнените участъци са заети от сухи степи. В подножията им са разположени множество оазиси Тагаб, Таринкот, Лашкар Гах, Кандахар и др.